# 约翰·贝尔纳
约翰·戴斯蒙德·贝尔纳 FRS（英語：John Desmond Bernal，/bərˈnɑːl/，1901年5月10日—1971年9月15日），英国科学家，出生于爱尔兰，毕业于剑桥大学，主要研究方向为X射线晶体学，但是在科学史方面也有很多著作。贝尔纳在第二次世界大战时曾加入英国皇家海军。他的儿子是历史学者马丁·贝尔纳。他是1964年获诺贝尔化学奖得主多萝西·霍奇金的博士生导师，二人曾有亲密关系。

## 伪科学
贝尔纳在1950年代公开支持苏联，共产党以及当时特罗菲姆·李森科的“无产阶级科学”理论。当时苏联国内试图反对李森科主义的科学家遭受迫害，甚至被送入古拉格。然而贝尔纳却在1949年参加莫斯科和平会议并强烈批评西方国家后，回国宣扬苏联农业，公开给李森科理论背书。即使不少科学家都放弃了对苏联的同情，但贝尔纳和整个英国科学界左翼人士的声誉还是因此受损。
与他的一些社会主义同事不同，贝尔纳坚持捍卫苏联在李森科问题上的立场。 他公开拒绝接受自然科学研究与辩证唯物主义之间的争论所揭示的巨大裂痕。